# Radicale 3
Il radicale 3 o il radicale "punto" (丶部), che significa "indicare una fine", è uno dei 214 radicali sinografici, e uno dei sei composti da un solo tratto. Il Dizionario di Kangxi elenca solo 10 caratteri sotto questo radicale.
丶 è inoltre il terzo componente presente nella Tavola di Indicizzazione dei Componenti dei Caratteri Cinesi, adottata prevalentemente dai dizionari in cinese semplificato. 
| 丶                                      | 丶                                     |     |
| --------------------------------------- | -------------------------------------- | --- |
| \| ← 2 \| Radicale 3 (U+2F02) \| 4 → \| |                                        |     |
| 丶 (U+4E36) "punto"                     |                                        |     |
| Pronunce                                |                                        |     |
| Pinyin:                                 | zhǔ                                    |     |
| Bopomofo:                               | ㄓㄨˋ                                  |     |
| Wade–Giles:                             | chu3                                   |     |
| Cantonese Yale:                         | jyu2                                   |     |
| Jyutping:                               | zyu2                                   |     |
| Pe̍h-ōe-jī:                              | tú                                     |     |
| Giapponese Kana:                        | チュ chu (on'yomi) てん ten (kun'yomi) |     |
| Sino-coreano:                           | 주 ju                                  |     |
| Names                                   |                                        |     |
| Nome cinese:                            | 點/点 diǎn                             |     |
| Nome giapponese:                        | 点 ten ちょぼ chobo                    |     |
| Hangul:                                 | 점 jeom                                |     |
| ← 2                                     | Radicale 3 (U+2F02)                    | 4 → |

## Derivazioni
| Tratti | Caratteri                                                                                           |
| ------ | --------------------------------------------------------------------------------------------------- |
| +0     | 丶 (zhǔ "punto")                                                                                    |
| +1     | 丷KO (kwukyel, Coreano)                                                                             |
| +2     | 丸SC/JP/丸TC (wán "pillola")                                                                        |
| +3     | 丹 (dān "cinabro"), 为SC (=爲 -> 爪 / 為 -> 火 wéi "fare, essere; per")                             |
| +4     | 主 (zhǔ "proprietario, signore, principale") 丼 (dǎn onomatopea / =井 -> 二 jǐng "secchio d'acqua") |
| +7     | 丽SC (=麗 -> 鹿 lì "amabile")                                                                       |
| +8     | 举SC (=舉 -> 臼 jǔ "sollevare, scegliere")                                                          |